# کوئینسی جونز
کوئینسی جونز (به انگلیسی: Quincy Jones) (۱۴ مارس ۱۹۳۳ – ۳ نوامبر ۲۰۲۴) آهنگساز، تنظیم‌کننده و تهیه‌کننده موسیقی اهل آمریکا بود.
بیشتر معروفیت او به‌خاطر تهیه‌کنندگی سه آلبوم مایکل جکسون با نام‌های غیر معمول، تریلر و بد و همچنین ترانهٔ «ما دنیاییم» است.

## جوایز و افتخارات
جونز تا به امروز ۷۹ بار نامزد دریافت جایزهٔ گِرَمی شده که ۲۷ بار را برنده شده است. او از بزرگ‌ترین برندگان مراسم جوایز گِرَمی می‌باشد.
نام وی در تالار مشاهیر راک اند رول ثبت شده است.
- جایزه بشردوستانه جین هرشولت

## فیلم‌شناسی
- گروبردار (۱۹۶۴)
- در گرمای شب (۱۹۶۷)
- رابطه مرگ‌آور (۱۹۶۷)
- در کمال خونسردی (۱۹۶۷)
- جهنم با قهرمانان (۱۹۶۸)
- باب و کارول و تد و آلیس (۱۹۶۹)
- گل کاکتوس (۱۹۶۹)
- دلار (۱۹۷۱)
- نوارهای اندرسون (۱۹۷۱)
- الماس داغ (۱۹۷۲)
- رنگ ارغوانی (۱۹۸۵)